# 1759
Il 1759 (MDCCLIX in numeri romani) è un anno  del XVIII secolo.

## Eventi
- 14 aprile – Guerra dei sette anni: l'armata francese sconfigge nella battaglia di Bergen il duca Ferdinando di Braunschweig-Wolfenbüttel.
- 1º agosto – Battaglia di Minden: Dopo aver invaso l'Hannover e occupato l'importante piazzaforte di Minden, l'armata franco-sassone viene sconfitta dalla coalizione anglo-tedesca.
- 12 agosto – Battaglia di Kunersdorf: L'esercito della coalizione austro-russa sconfigge l'esercito prussiano.
- 10 settembre – Guerra dei sette anni: ha luogo l'inconclusiva battaglia navale di Pondicherry, al largo delle coste indiane.
- 12-13 settembre – Guerra dei sette anni (Guerra franco-indiana): Nella Battaglia di Québec, anche conosciuta come Battaglia della piana di Abraham, si registra la vittoria decisiva delle truppe britanniche su quelle francesi in Nord America; la battaglia rappresentò il culmine di un periodo di tre mesi di assedio da parte degli inglesi.
- 17 settembre – Papa Clemente XIII pubblica la lettera enciclica Cum Primum.
- 6 ottobre – Ferdinando I delle Due Sicilie diviene re di Napoli e Sicilia.
- 20 novembre – Battaglia della baia di Quiberon: La battaglia navale fra la flotta francese, al comando dell'ammiraglio Hubert de Brienne, conte di Conflans e quella britannica, comandata dall'ammiraglio Edward Hawke, terminò con una netta vittoria della squadra navale britannica.
- 21 novembre – Battaglia di Maxen: L'esercito austriaco riporta una netta vittoria sulle forze prussiane, che vengono completamente sopraffatte.
- 20 dicembre – Papa Clemente XIII pubblica l'enciclica Appetente Sacro.
- Esce il Candido di Voltaire.
- Laurence Sterne inizia a pubblicare Vita e opinioni di Tristram Shandy, gentiluomo.
- Viene fondata la birreria Guinness a Dublino, Irlanda.
- I gesuiti vengono espulsi dal Brasile.

### Eventi in corso
- Guerra franco-indiana (1754-1763)
- Guerra dei sette anni (1756-1763)

## Nati

### Gennaio
- 1º gennaio - Francesco Saverio Salfi, letterato, politico e librettista italiano († 1832)
- 4 gennaio - Maria Rosa Coccia, clavicembalista e compositrice italiana († 1833)
- 5 gennaio - Jacques Cathelineau, generale francese († 1793)
- 9 gennaio - Guglielmo di Solms-Braunfels, nobile († 1837)
- 15 gennaio - Paolo Assalini, medico italiano († 1846)
- 17 gennaio - Vittorio Amedeo Vialardi di Verrone, generale italiano († 1839)
- 20 gennaio - Giuseppe Bertini, letterato, scrittore e compositore italiano († 1852)
- 21 gennaio - Giuseppe Antonio Abbamonte, patriota e politico italiano († 1818)
- 21 gennaio - Alois Jozef Krakovský z Kolovrat, nobile e arcivescovo cattolico ceco († 1833)
- 25 gennaio - Robert Burns, poeta e compositore scozzese († 1796)
- 25 gennaio - Stefano Andrea Renier, naturalista, zoologo e scienziato italiano († 1830)
- 26 gennaio - James Maitland Lauderdale, nobile e economista britannico († 1839)
- 29 gennaio - Louis-Augustin Bosc d'Antic, naturalista e agronomo francese († 1828)
- 29 gennaio - François Joseph Pey, presbitero francese († 1792)
- 30 gennaio - Giuseppe Leonardo Albanese, patriota e ufficiale italiano († 1799)
- 31 gennaio - François Devienne, compositore, flautista e fagottista francese († 1803)

### Febbraio
- 1º febbraio - Karl Friedrich Hensler, direttore teatrale e commediografo tedesco († 1825)
- 3 febbraio - Johann Maria Philipp Frimont, generale, politico e nobile austriaco († 1831)
- 9 febbraio - Friedrich Benjamin Osiander, medico tedesco († 1822)
- 10 febbraio - Carlo Lasinio, incisore e museologo italiano († 1838)
- 11 febbraio - Ernst von Gemmingen-Hornberg, compositore e nobile tedesco († 1813)
- 11 febbraio - John Pratt, I marchese di Camden, nobile e politico inglese († 1840)
- 13 febbraio - Giuseppe Carignani di Novoli, politico e nobile italiano († 1829)
- 15 febbraio - Friedrich August Wolf, filologo classico e grecista prussiano († 1824)
- 17 febbraio - Vincenzo Chiarugi, medico italiano († 1820)
- 20 febbraio - Johann Friedrich Flatt, filosofo e teologo tedesco († 1821)
- 20 febbraio - Johann Christian Reil, psichiatra, anatomista e fisiologo tedesco († 1813)
- 21 febbraio - Martin von Molitor, pittore austriaco († 1812)
- 22 febbraio - Claude Lecourbe, generale francese († 1815)
- 27 febbraio - Johann Carl Friedrich Rellstab, compositore, critico musicale e editore musicale tedesco († 1813)
- 28 febbraio - Pietro Caprano, cardinale italiano († 1834)
- 28 febbraio - Alexander Tilloch, giornalista e inventore britannico († 1825)

### Marzo
- 2 marzo - Pietro Paoli, matematico italiano († 1839)
- 9 marzo - Charles-Louis Huguet de Sémonville, politico e diplomatico francese († 1839)
- 10 marzo - William Playfair, statistico scozzese († 1823)
- 13 marzo - Siméon Cardon, religioso francese († 1799)
- 19 marzo - Henri Auguste, orafo francese († 1816)
- 19 marzo - Domenico Pellegrini, pittore italiano († 1840)
- 22 marzo - Luc'Andrea Corner, nobile, poeta e militare italiano († 1834)
- 22 marzo - Edvige Elisabetta Carlotta di Holstein-Gottorp, sovrana († 1818)
- 29 marzo - Alexander Chalmers, scrittore e giornalista britannico († 1834)
- 31 marzo - Jeanne Fontbonne, religiosa francese († 1843)

### Aprile
- 1º aprile - José de Bustamante y Guerra, militare e esploratore spagnolo († 1825)
- 9 aprile - Carlos da Cunha e Menezes, cardinale e patriarca cattolico portoghese († 1825)
- 13 aprile - Massimiliano di Sassonia, principe († 1838)
- 14 aprile - Carlo Balabio, generale italiano († 1838)
- 15 aprile - Cosimo Giotti, librettista e poeta italiano († 1830)
- 18 aprile - Thomas Thorild, poeta e filosofo svedese († 1808)
- 19 aprile - Carl August Wilhelm Berends, medico tedesco († 1826)
- 21 aprile - Luigi de' Medici di Ottajano, giurista e politico italiano († 1830)
- 23 aprile - Dominique-Georges-Frédéric Dufour de Pradt, arcivescovo cattolico e ambasciatore francese († 1837)
- 27 aprile - Mary Wollstonecraft, filosofa e scrittrice britannica († 1797)

### Maggio
- 1º maggio - Jacob Albright, religioso statunitense († 1808)
- 6 maggio - Joseph Karl Ambrosch, tenore e compositore ceco († 1833)
- 6 maggio - François Andrieux, avvocato, poeta e drammaturgo francese († 1833)
- 7 maggio - François-Auguste Parseval-Grandmaison, poeta e traduttore francese († 1834)
- 9 maggio - Armand Simon-Marie Blanquet du Chayla, ammiraglio francese († 1826)
- 12 maggio - Pio Brunone Lanteri, presbitero italiano († 1830)
- 13 maggio - Elizabeth Hervey, nobildonna inglese († 1824)
- 14 maggio - Luigi I del Liechtenstein, principe († 1805)
- 15 maggio - Maria Theresia von Paradis, pianista, compositrice e musicista austriaca († 1824)
- 19 maggio - Nicola Ratti, archeologo e storico italiano († 1833)
- 27 maggio - Luigi Lamberti, poeta, scrittore e traduttore italiano († 1813)
- 28 maggio - William Pitt il Giovane, politico britannico († 1806)
- 31 maggio - Joseph Fouché, politico, diplomatico e rivoluzionario francese († 1820)

### Giugno
- 1º giugno - John Fane, X conte di Westmorland, politico inglese († 1841)
- 10 giugno - Francesco Maria Carnea Steffaneo, politico, letterato e educatore austriaco († 1825)
- 10 giugno - Domingo de Petrés, architetto spagnolo († 1811)
- 19 giugno - Giuseppe Turchi, pittore italiano († 1799)
- 24 giugno - Jean Jacques Antoine Caussin de Perceval, orientalista e linguista francese († 1835)

### Luglio
- 7 luglio - Francesco Saverio Caruana, vescovo cattolico e patriota maltese († 1847)
- 10 luglio - Pierre-Joseph Redouté, pittore e botanico francese († 1840)
- 15 luglio - Girolamo Aprile Benso, vescovo cattolico italiano († 1836)
- 15 luglio - Giuseppe Brecchi, fantino italiano
- 18 luglio - Diego Innico Caracciolo di Martina, cardinale italiano († 1820)
- 18 luglio - Pierre Dumont, politico, scrittore e giurista svizzero († 1829)
- 19 luglio - Aubin-Louis Millin de Grandmaison, botanico, storico e antiquario francese († 1818)
- 19 luglio - Serafino di Sarov, monaco cristiano e mistico russo († 1833)
- 25 luglio - Ercole Dandini, cardinale e vescovo cattolico italiano († 1840)
- 29 luglio - Rosa Dorothea Ritter, nobile tedesca († 1833)
- 29 luglio - Antonio Simeone Sografi, librettista e drammaturgo italiano († 1818)

### Agosto
- 4 agosto - Luigi Gardellini, presbitero italiano († 1829)
- 9 agosto - Natal'ja Semënovna Borščova, nobildonna russa († 1843)
- 11 agosto - John Cradock, I barone Howden, politico, militare e nobile irlandese († 1839)
- 12 agosto - Thomas Andrew Knight, agronomo britannico († 1838)
- 13 agosto - Gaetano Pinali, avvocato italiano († 1846)
- 15 agosto - Jacques Augustin, pittore francese († 1832)
- 19 agosto - Joaquín Blake, militare spagnolo († 1827)
- 20 agosto - Tommaso Condulmer, ammiraglio italiano († 1823)
- 24 agosto - Étienne-Barthélémy Garnier, pittore francese († 1849)
- 24 agosto - William Wilberforce, politico inglese († 1833)
- 29 agosto - Martial Herman, politico francese († 1795)
- 31 agosto - Joseph Armand von Nordmann, generale austriaco († 1809)

### Settembre
- 2 settembre - Pietro Vidoni, cardinale italiano († 1830)
- 10 settembre - Lemuel Cook, militare statunitense († 1866)
- 10 settembre - George Herbert, XI conte di Pembroke, nobile, politico e generale britannico († 1827)
- 12 settembre - Dmitrij Sergeevič Dochturov, generale russo († 1816)
- 12 settembre - Maximilian von Montgelas, politico tedesco († 1838)
- 18 settembre - Sextius Alexandre François de Miollis, generale francese († 1828)
- 19 settembre - William Kirby, entomologo inglese († 1850)
- 19 settembre - Aleksej Borisovič Kurakin, politico russo († 1829)
- 19 settembre - Guillaume André Villoteau, musicologo e etnomusicologo francese († 1839)
- 26 settembre - Ludwig Yorck von Wartenburg, generale prussiano († 1830)
- 30 settembre - Girolamo Bagnasco, scultore italiano († 1832)
- 30 settembre - Ivan Nikolaevič Ėssen, generale russo († 1813)

### Ottobre
- 4 ottobre - Antoine Arbogast, matematico francese († 1803)
- 5 ottobre - Teodoro Monticelli, presbitero e naturalista italiano († 1845)
- 11 ottobre - Placido Maria Tadini, cardinale e arcivescovo cattolico italiano († 1847)
- 12 ottobre - Johann Adam Schmidt, medico e oculista austriaco († 1809)
- 17 ottobre - Jakob Bernoulli II, matematico svizzero († 1789)
- 22 ottobre - Louise d'Aumont, nobile francese († 1826)
- 23 ottobre - André-Antoine Ravrio, scultore, drammaturgo e poeta francese († 1814)
- 25 ottobre - William Wyndham Grenville, I barone Grenville, politico britannico († 1834)
- 25 ottobre - Sofia Dorotea di Württemberg, imperatrice († 1828)
- 26 ottobre - Georges Jacques Danton, politico e rivoluzionario francese († 1794)
- 27 ottobre - Ferenc Kazinczy, scrittore, poeta e traduttore ungherese († 1831)
- 28 ottobre - Andrej Nikiforovič Voronichin, architetto russo († 1814)
- 29 ottobre - Luigi Canali, scienziato e astronomo italiano († 1841)

### Novembre
- 2 novembre - Johan Sigismund von Mösting, politico e economista danese († 1843)
- 2 novembre - Tarsizio Riviera Folesani, anatomista e chirurgo italiano († 1801)
- 2 novembre - Adrienne de La Fayette, nobile francese († 1807)
- 3 novembre - Giuseppe Gherardeschi, organista e compositore italiano († 1815)
- 7 novembre - Jean Antoine Rossignol, generale francese († 1802)
- 9 novembre - Richard Watson Dickson, medico e agronomo britannico († 1824)
- 10 novembre - Friedrich Schiller, poeta, filosofo e drammaturgo tedesco († 1805)
- 11 novembre - Louis Jean Nicolas Lejoille, militare e marinaio francese († 1799)
- 12 novembre - Maria Petraccini, medico italiana († 1791)
- 15 novembre - Marie-Jean Hérault de Séchelles, avvocato e politico francese († 1794)
- 23 novembre - George Villiers, politico inglese († 1827)
- 27 novembre - Franz Krommer, violinista e compositore ceco († 1831)
- 27 novembre - Giambattista Rusca, generale italiano († 1814)
- 28 novembre - Jean-Baptiste Salle, politico e rivoluzionario francese († 1794)

### Dicembre
- 2 dicembre - James Edward Smith, entomologo e botanico inglese († 1828)
- 7 dicembre - Giulio Cesare Marenco di Moriondo, nobile italiano († 1841)
- 9 dicembre - Hammuda ibn Ali, sovrano tunisino († 1814)
- 13 dicembre - Gaspard-Jean-André Jauffret, vescovo cattolico francese († 1823)
- 20 dicembre - Andrea Bratti, vescovo cattolico italiano († 1835)
- 25 dicembre - Richard Porson, filologo classico, metricista e bibliotecario britannico († 1808)
- 26 dicembre - Johann Georg von Dillis, pittore e museologo tedesco († 1841)
- 31 dicembre - Domenico Benedetto Balsamo, arcivescovo cattolico italiano († 1844)

### Senza giorno specificato
- Jean-Baptiste Audebert, pittore, naturalista e incisore francese († 1800)
- Wilhelm Friedrich Ernst Bach, compositore e organista tedesco († 1845)
- Philibert Borie, medico e politico francese († 1832)
- Carl Frederik von Breda, pittore svedese († 1818)
- Étienne Eustache Bruix, ammiraglio francese († 1805)
- Margaret Bryan, astronoma, filosofa e educatrice britannica († 1836)
- Jacinto Caamaño, esploratore spagnolo
- Giovanni Melchiorre Calosso, presbitero italiano († 1830)
- William Cary, ottico inglese († 1825)
- Carlo Maria Cernelli, arcivescovo cattolico italiano († 1837)
- Francis Dundas, generale e politico britannico († 1824)
- Francisco de Eliza, militare, esploratore e navigatore spagnolo († 1825)
- William Farish, scienziato e chimico inglese († 1837)
- Elizabeth Farren, attrice irlandese († 1829)
- Pietro Ghinelli, architetto italiano († 1834)
- Johann Gottfried Hasse, filosofo e teologo tedesco († 1806)
- Marco Gozzi, pittore italiano († 1839)
- Chrétien-Louis-Joseph de Guignes, diplomatico francese († 1845)
- Josef von Hudelist, politico e diplomatico austriaco († 1818)
- Johann Georg Albrecht Höpfner, farmacista e giornalista svizzero († 1813)
- August Wilhelm Iffland, drammaturgo tedesco († 1814)
- James Johnstone, esploratore inglese († 1823)
- Thomas Luny, pittore inglese († 1837)
- Sake Dean Mahomed, viaggiatore, chirurgo e imprenditore indiano († 1851)
- Aleksej Petrovič Melissino, generale e nobile russo († 1813)
- John Frederick Miller, naturalista e illustratore inglese († 1796)
- Giovanni Andrea Mones, pittore e architetto italiano († 1803)
- Paolo Moretti, presbitero italiano († 1804)
- Giuseppe Lazzaro Morpurgo, imprenditore austriaco († 1835)
- Graziadio Nepi, rabbino e medico italiano († 1836)
- Antonio Onofri, politico e diplomatico sammarinese († 1825)
- Marie-Benoîte-Joséphine Prévost de La Croix, filantropa, docente e nobile francese († 1838)
- Paul von Radivojevich, militare austriaco († 1829)
- Cornelio Saavedra, politico argentino († 1829)
- Isabella Ingram, nobile britannica († 1834)
- William Short, diplomatico e ambasciatore statunitense († 1849)
- Giuseppe Tubertini, architetto italiano († 1831)
- Giuseppe de Turris, politico italiano († 1843)
- Vijaya Raghunatha Tondaiman, sovrano († 1807)
- Paolo Yun Ji-chung, beato coreano († 1791)

## Morti

### Gennaio
- 1º gennaio - Jacques-Joachim Trotti de La Chétardie, diplomatico francese (n. 1705)
- 5 gennaio - Thomas Philip Wallrad d'Alsace-Boussut de Chimay, cardinale e arcivescovo cattolico belga (n. 1679)
- 6 gennaio - Paolo Pannelli, pittore italiano (n. 1676)
- 11 gennaio - Emmanuel de Nay, conte di Richecourt, nobile e politico francese (n. 1697)
- 12 gennaio - Anna di Hannover, principessa britannica (n. 1709)
- 15 gennaio - Giovanni Antonio Guadagni, cardinale e vescovo cattolico italiano (n. 1674)
- 31 gennaio - Giorgio Doria, cardinale e arcivescovo cattolico italiano (n. 1708)

### Febbraio
- 3 febbraio - Benjamin Lay, attivista inglese (n. 1682)
- 8 febbraio - Ramiro Rampinelli, matematico, fisico e religioso italiano (n. 1697)
- 8 febbraio - Giuseppe Maria del Carretto, politico e militare italiano (n. 1679)
- 9 febbraio - Luisa Enrichetta di Borbone-Conti, nobile francese (n. 1726)
- 12 febbraio - Muhammad I al-Rashid,  tunisino (n. 1710)
- 15 febbraio - Pál Forgách, vescovo cattolico ungherese (n. 1696)
- 26 febbraio - Boris Grigor'evič Jusupov, politico russo (n. 1695)
- 27 febbraio - Johann Ludwig Frey, teologo e storico svizzero (n. 1682)
- 27 febbraio - Peregrine Hopson, generale e politico britannico (n. 1696)
- 27 febbraio - Jacob Theodor Klein, giurista, botanico e matematico polacco (n. 1685)
- 27 febbraio - Antonio Simonetta, nobile italiano

### Marzo
- 1º marzo - Nicolò Carmine Falcone, arcivescovo cattolico italiano (n. 1681)
- 2 marzo - Adam Ignacy Komorowski, arcivescovo cattolico polacco (n. 1699)
- 10 marzo - Nicolas-Charles de Saulx-Tavannes, cardinale e arcivescovo cattolico francese (n. 1690)
- 24 marzo - Henry Hawley, generale inglese (n. 1679)
- 29 marzo - Pierre-Charles Le Mettay, pittore francese (n. 1726)

### Aprile
- 6 aprile - Johann Gottfried Zinn, medico, anatomista e botanico tedesco (n. 1727)
- 13 aprile - Giovanni Casimiro di Isenburg-Büdingen-Birstein, generale e nobile tedesco (n. 1715)
- 14 aprile - Niccolò Gianpriamo, gesuita, missionario e astronomo italiano (n. 1686)
- 14 aprile - Georg Friedrich Händel, compositore tedesco (n. 1685)
- 20 aprile - Thomas Coke, I conte di Leicester, nobile, politico e mecenate britannico (n. 1697)
- 22 aprile - Giuseppe Maria Ercolani, religioso italiano (n. 1673)
- 28 aprile - Marie-Louise Trichet, religiosa francese (n. 1684)
- 30 aprile - François d'Agincourt, clavicembalista, organista e compositore francese (n. 1683)

### Maggio
- 2 maggio - Christophe Huet, pittore e decoratore francese (n. 1700)
- 5 maggio - Anton Dorazil, scultore boemo
- 12 maggio - Lambert-Sigisbert Adam, scultore francese (n. 1700)
- 23 maggio - Eleonora d'Assia-Rotenburg, principessa tedesca (n. 1712)

### Giugno
- 9 giugno - Giacinta Orsini, nobile italiana (n. 1741)
- 10 giugno - Luigi Federico di Sassonia-Hildburghausen, principe e generale (n. 1710)
- 20 giugno - Maurizio Adolfo Carlo di Sassonia-Zeitz-Neustadt, vescovo cattolico tedesco (n. 1702)
- 21 giugno - Francesco Scipione Maria Borghese, cardinale e arcivescovo cattolico italiano (n. 1697)
- 21 giugno - Sebastián de Eslava, generale spagnolo (n. 1685)
- 22 giugno - Louis de Cahusac, drammaturgo, poeta e enciclopedista francese (n. 1706)
- 27 giugno - Vincent de Gournay, economista francese (n. 1712)

### Luglio
- 6 luglio - William Pepperrell, condottiero, mercante e politico statunitense (n. 1696)
- 13 luglio - Carlo Amedeo Salmatoris, nobiluomo italiano (n. 1688)
- 19 luglio - Nicolas-Félix Adam, scultore francese (n. 1707)
- 27 luglio - Pierre-Louis Moreau de Maupertuis, matematico, fisico e filosofo francese (n. 1698)
- 31 luglio - Segherio Felice Seghieri, vescovo cattolico italiano (n. 1721)

### Agosto
- 8 agosto - Carl Heinrich Graun, compositore e tenore tedesco (n. 1704)
- 10 agosto - Ferdinando VI di Spagna, re spagnolo (n. 1713)
- 23 agosto - Franz Anton von Lamberg, principe, politico e generale austriaco (n. 1678)
- 24 agosto - Ewald Christian von Kleist, poeta tedesco (n. 1715)

### Settembre
- 4 settembre - Girolamo Chiti, compositore italiano (n. 1679)
- 4 settembre - Elisabetta Carolina di Hannover, principessa inglese (n. 1741)
- 10 settembre - Johann Martin Chladenius, teologo e storico tedesco (n. 1710)
- 12 settembre - Carlo Antonio di Schleswig-Holstein-Sonderburg-Beck, nobile tedesco (n. 1727)
- 13 settembre - James Wolfe, generale britannico (n. 1727)
- 14 settembre - Louis-Joseph de Montcalm, generale francese (n. 1712)
- 16 settembre - Nicolas-Antoine Boulanger, ingegnere e filosofo francese (n. 1722)
- 17 settembre - Adalbert II von Walderdorff, vescovo cattolico e abate tedesco (n. 1697)
- 18 settembre - Giacomo Bonavia, scultore, pittore e urbanista italiano (n. 1705)
- 18 settembre - Santa Stella, soprano italiano (n. 1686)

### Ottobre
- 2 ottobre - Placido Costanzi, pittore italiano (n. 1702)
- 3 ottobre - Ernst von Steinberg, politico tedesco (n. 1692)
- 9 ottobre - Harry Powlett, IV duca di Bolton, politico inglese (n. 1691)
- 12 ottobre - Gaspare Antonio Baroni Cavalcabò, pittore italiano (n. 1682)
- 17 ottobre - Louis de Caix d'Hervelois, gambista e compositore francese (n. 1677)
- 27 ottobre - Konstancja Czartoryska, nobildonna polacca (n. 1695)

### Novembre
- 15 novembre - Giacomo Castelli, letterato, avvocato e filologo italiano (n. 1688)
- 29 novembre - 'Alamgir II, sovrano mongolo (n. 1699)
- 29 novembre - Nicolaus Bernoulli, matematico svizzero (n. 1687)
- 29 novembre - Filippo Ernesto di Hohenlohe-Waldenburg-Schillingsfürst, principe tedesco (n. 1663)

### Dicembre
- 6 dicembre - Luisa Elisabetta di Borbone-Francia, principessa francese (n. 1727)
- 10 dicembre - Giuliano Marco Giampiccoli, incisore italiano (n. 1703)
- 12 dicembre - Carlo Gregori, incisore italiano (n. 1702)
- 18 dicembre - François de Franquetot de Coigny, militare francese (n. 1670)
- 20 dicembre - Karl Ferdinand von Königsegg-Rothenfels, nobile, politico e diplomatico tedesco (n. 1696)
- 21 dicembre - Michelangelo Caetani, X duca di Sermoneta, nobile italiano (n. 1685)

### Senza giorno specificato
- Johann Christoph Altnickol, compositore, organista e cantante lirico tedesco (n. 1720)
- Anton Wilhelm Amo, filosofo ghanese (n. 1703)
- Eugene Aram, filologo classico inglese (n. 1704)
- James Ayscough, artigiano inglese
- Carlo Borsetti, pittore italiano (n. 1698)
- Giovan Francesco Buonamici, architetto e pittore italiano (n. 1692)
- Annibal Camoux, supercentenario francese (n. 1638)
- Giovanni Carestini, cantante italiano (n. 1700)
- Serafino Cerva, storico e religioso dalmata (n. 1696)
- William Collins, poeta britannico (n. 1721)
- Bernardo De Dominici, pittore, storico dell'arte e biografo italiano (n. 1683)
- Carlo Francesco Dotti, architetto italiano (n. 1670)
- Salvatore Ferrari, pittore italiano
- Jan Jozef Horemans il Vecchio, pittore fiammingo (n. 1682)
- Andreas Krüger, architetto e pittore tedesco (n. 1719)
- Hannah Lightfoot, nobile britannica (n. 1730)
- Pietro Martorana, pittore italiano (n. 1700)
- Giuseppe Antonio Petrini, pittore svizzero (n. 1677)
- Giovanni Battista Sacchetti, II marchese di Castelromano, nobile italiano (n. 1708)
- Gaspare Serenari, pittore italiano (n. 1707)
- Gustavus Waltz, basso tedesco (n. 1732)

## Calendario
| Calendario 1759 | Calendario 1759 | Calendario 1759 | Calendario 1759 | Calendario 1759 | Calendario 1759 | Calendario 1759 | Calendario 1759 | Calendario 1759 | Calendario 1759 | Calendario 1759 | Calendario 1759 | Calendario 1759 | Calendario 1759 | Calendario 1759 | Calendario 1759 | Calendario 1759 | Calendario 1759 | Calendario 1759 | Calendario 1759 | Calendario 1759 | Calendario 1759 | Calendario 1759 | Calendario 1759 | Calendario 1759 | Calendario 1759 | Calendario 1759 | Calendario 1759 | Calendario 1759 | Calendario 1759 | Calendario 1759 | Calendario 1759 | Calendario 1759 |
| --------------- | --------------- | --------------- | --------------- | --------------- | --------------- | --------------- | --------------- | --------------- | --------------- | --------------- | --------------- | --------------- | --------------- | --------------- | --------------- | --------------- | --------------- | --------------- | --------------- | --------------- | --------------- | --------------- | --------------- | --------------- | --------------- | --------------- | --------------- | --------------- | --------------- | --------------- | --------------- | --------------- |
|                 | 1               | 2               | 3               | 4               | 5               | 6               | 7               | 8               | 9               | 10              | 11              | 12              | 13              | 14              | 15              | 16              | 17              | 18              | 19              | 20              | 21              | 22              | 23              | 24              | 25              | 26              | 27              | 28              | 29              | 30              | 31              |                 |
| Gennaio         | Lu              | Ma              | Me              | Gi              | Ve              | Sa              | Do              | Lu              | Ma              | Me              | Gi              | Ve              | Sa              | Do              | Lu              | Ma              | Me              | Gi              | Ve              | Sa              | Do              | Lu              | Ma              | Me              | Gi              | Ve              | Sa              | Do              | Lu              | Ma              | Me              |                 |
| Febbraio        | Gi              | Ve              | Sa              | Do              | Lu              | Ma              | Me              | Gi              | Ve              | Sa              | Do              | Lu              | Ma              | Me              | Gi              | Ve              | Sa              | Do              | Lu              | Ma              | Me              | Gi              | Ve              | Sa              | Do              | Lu              | Ma              | Me              |                 |                 |                 |                 |
| Marzo           | Gi              | Ve              | Sa              | Do              | Lu              | Ma              | Me              | Gi              | Ve              | Sa              | Do              | Lu              | Ma              | Me              | Gi              | Ve              | Sa              | Do              | Lu              | Ma              | Me              | Gi              | Ve              | Sa              | Do              | Lu              | Ma              | Me              | Gi              | Ve              | Sa              |                 |
| Aprile          | Do              | Lu              | Ma              | Me              | Gi              | Ve              | Sa              | Do              | Lu              | Ma              | Me              | Gi              | Ve              | Sa              | Do              | Lu              | Ma              | Me              | Gi              | Ve              | Sa              | Do              | Lu              | Ma              | Me              | Gi              | Ve              | Sa              | Do              | Lu              |                 |                 |
| Maggio          | Ma              | Me              | Gi              | Ve              | Sa              | Do              | Lu              | Ma              | Me              | Gi              | Ve              | Sa              | Do              | Lu              | Ma              | Me              | Gi              | Ve              | Sa              | Do              | Lu              | Ma              | Me              | Gi              | Ve              | Sa              | Do              | Lu              | Ma              | Me              | Gi              |                 |
| Giugno          | Ve              | Sa              | Do              | Lu              | Ma              | Me              | Gi              | Ve              | Sa              | Do              | Lu              | Ma              | Me              | Gi              | Ve              | Sa              | Do              | Lu              | Ma              | Me              | Gi              | Ve              | Sa              | Do              | Lu              | Ma              | Me              | Gi              | Ve              | Sa              |                 |                 |
| Luglio          | Do              | Lu              | Ma              | Me              | Gi              | Ve              | Sa              | Do              | Lu              | Ma              | Me              | Gi              | Ve              | Sa              | Do              | Lu              | Ma              | Me              | Gi              | Ve              | Sa              | Do              | Lu              | Ma              | Me              | Gi              | Ve              | Sa              | Do              | Lu              | Ma              |                 |
| Agosto          | Me              | Gi              | Ve              | Sa              | Do              | Lu              | Ma              | Me              | Gi              | Ve              | Sa              | Do              | Lu              | Ma              | Me              | Gi              | Ve              | Sa              | Do              | Lu              | Ma              | Me              | Gi              | Ve              | Sa              | Do              | Lu              | Ma              | Me              | Gi              | Ve              |                 |
| Settembre       | Sa              | Do              | Lu              | Ma              | Me              | Gi              | Ve              | Sa              | Do              | Lu              | Ma              | Me              | Gi              | Ve              | Sa              | Do              | Lu              | Ma              | Me              | Gi              | Ve              | Sa              | Do              | Lu              | Ma              | Me              | Gi              | Ve              | Sa              | Do              |                 |                 |
| Ottobre         | Lu              | Ma              | Me              | Gi              | Ve              | Sa              | Do              | Lu              | Ma              | Me              | Gi              | Ve              | Sa              | Do              | Lu              | Ma              | Me              | Gi              | Ve              | Sa              | Do              | Lu              | Ma              | Me              | Gi              | Ve              | Sa              | Do              | Lu              | Ma              | Me              |                 |
| Novembre        | Gi              | Ve              | Sa              | Do              | Lu              | Ma              | Me              | Gi              | Ve              | Sa              | Do              | Lu              | Ma              | Me              | Gi              | Ve              | Sa              | Do              | Lu              | Ma              | Me              | Gi              | Ve              | Sa              | Do              | Lu              | Ma              | Me              | Gi              | Ve              |                 |                 |
| Dicembre        | Sa              | Do              | Lu              | Ma              | Me              | Gi              | Ve              | Sa              | Do              | Lu              | Ma              | Me              | Gi              | Ve              | Sa              | Do              | Lu              | Ma              | Me              | Gi              | Ve              | Sa              | Do              | Lu              | Ma              | Me              | Gi              | Ve              | Sa              | Do              | Lu              |                 |